# Giải quần vợt Mỹ Mở rộng 2016
Giải quần vợt Mỹ Mở rộng 2016 là phiên bản thứ 136 của Giải quần vợt Mỹ Mở rộng, sự kiện Grand Slam thứ tư và cuối cùng trong năm. Nó diễn ra trên sân cứng ngoài trời tại Trung tâm quần vợt quốc gia USTA Billie Jean King ở thành phố New York.
Trong phần thi đấu đơn nam, Stan Wawrinka đã đánh bại đương kim vô địch Novak Djokovic trong trận chung kết.
Angelique Kerber đã đánh bại Karolína Plíšková ở nội dung đơn nữ để trở thành tay vợt Đức đầu tiên giành chiến thắng trong giải đấu kể từ Steffi Graf năm 1996. Nhà vô địch đơn nữ năm 2015 Flavia Pennetta đã không bảo vệ danh hiệu của mình khi cô đã nghỉ thi đấu vào cuối mùa giải 2015.
Giải đấu này hóa ra là giải đấu cuối cùng trong sự nghiệp của cựu tay vợt số 1 thế giới và nhà vô địch đơn nữ giải Pháp mở rộng 2008 Ana Ivanovic, người đã tuyên bố từ giã quần vợt chuyên nghiệp vào cuối năm.

## Giải đấu

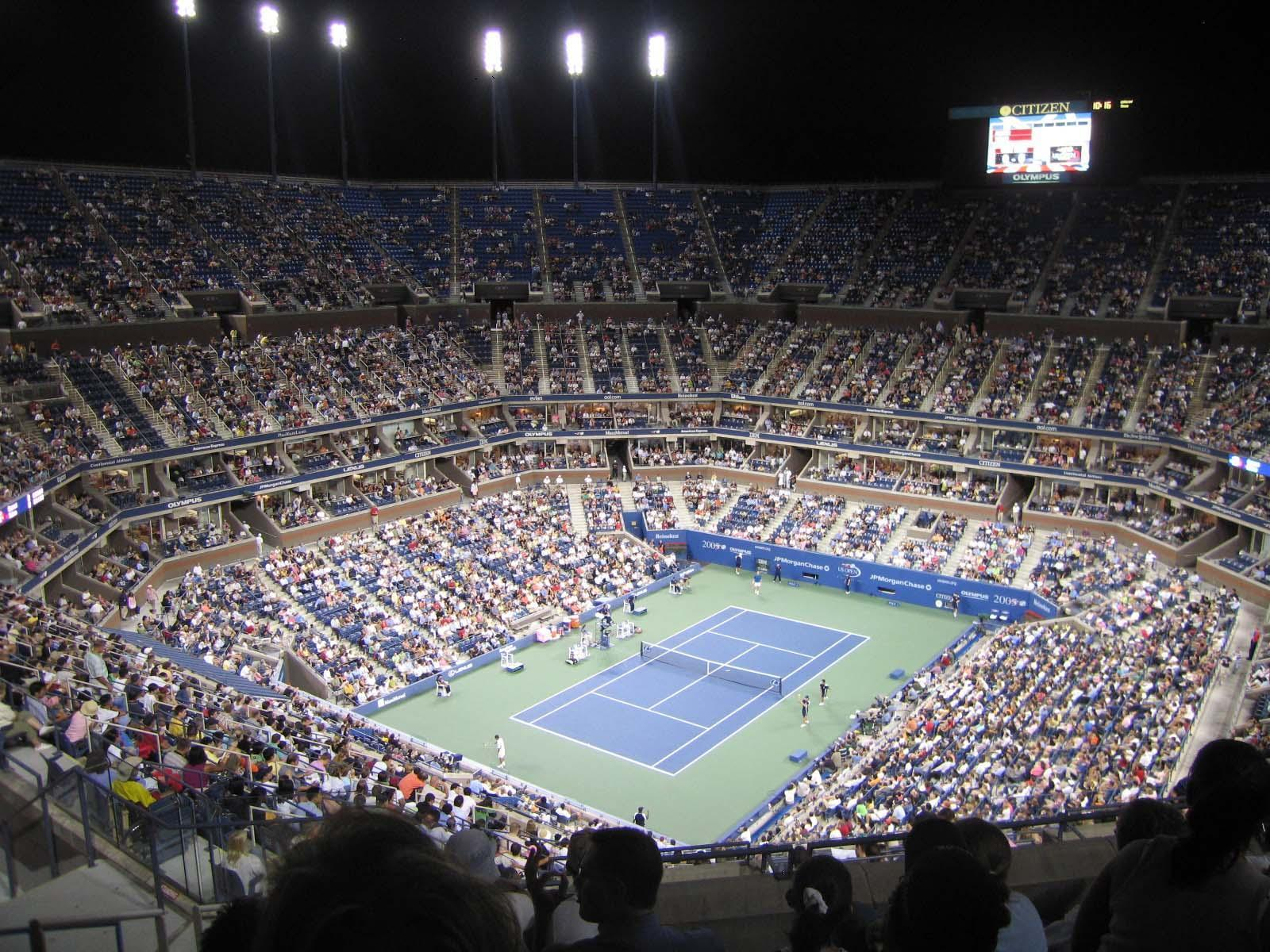
Sân vận động Arthur Ashe trước khi mái nhà có thể thu vào được lắp đặt và nơi diễn ra trận chung kết US Open

Giải quần vợt Mỹ Mở rộng 2016 là phiên bản lần thứ 136 của giải đấu và nó được tổ chức tại Trung tâm quần vợt quốc gia USTA Billie Jean King ở Flushing Meadows-Corona Park thuộc Queens ở New York City, New York, Hoa Kỳ.
Giải đấu là một sự kiện được Liên đoàn Quần vợt Quốc tế (ITF) tổ chức và là một phần của ATP World Tour 2016 và lịch WTA Tour 2016 thuộc thể loại Grand Slam. Giải đấu bao gồm các môn thi đơn nam và nữ và đôi nam/đôi nữ cũng như đôi nam nữ. Ngoài ra còn có các sự kiện đơn và đôi cho cả nam và nữ trẻ (dưới 18 tuổi), là một phần của thể loại giải đấu hạng A.
Ngoài ra, các sự kiện đôi nam vô địch nam và đôi nữ vô địch nữ hàng năm đã được tổ chức, với tám nhà vô địch nam và tám nhà vô địch nữ Grand Slam tham gia. Trong năm thứ ba liên tiếp, các cuộc thi tại các Đại học Hoa Kỳ được tổ chức, và mười sáu người chơi đại học hàng đầu của Mỹ cạnh tranh trong các sự kiện đánh đơn của nam và nữ. Các trận đấu biểu diễn cũng đã diễn ra đồng thời.
Do Paralympic Mùa hè 2016, không có sự kiện đơn, đôi và bốn thông thường nào dành cho người chơi xe lăn nam và nữ như một phần của giải UNIQLO thuộc thể loại Grand Slam được thực hiện.
Giải đấu được chơi trên các sân cứng và diễn ra trên một loạt 16 sân với bề mặt DecoTurf, bao gồm ba sân khấu chính - Sân vận động Arthur Ashe, Sân vận động Louis Armstrong và Grandstand mới. Đó là giải Mỹ mở rộng đầu tiên được chơi trên các sân có mái hoạt động, trên sân trung tâm và trên sân vận động Grandstand mới được xây dựng. Mái nhà Ashe dự kiến sẽ chỉ được sử dụng cho mưa, không giống như Úc Mở rộng, cũng đóng cửa mái nhà của nó trong trường hợp nhiệt độ cực cao. Đó cũng là giải đấu cuối cùng trước khi phá hủy sân vận động Louis Armstrong và Grandstand cũ. Mặc dù, Sân vận động Arthur Ashe và Grandstand mới sẽ là những sân vận động chính hiện có cho phiên bản 2017.
Đối với năm thứ hai, US Open đã được lên kế hoạch trong 14 ngày, thay vì lịch trình 15 ngày như trong các năm 2013 và 2014, ảnh hưởng đến tất cả các sự kiện chính. Trận bán kết đơn nữ đã được lên kế hoạch cho buổi tối ngày 8 tháng 9, trong khi trận bán kết đơn nam được phát vào thứ Sáu ngày 9 tháng 9. Trận chung kết đôi nam được diễn ra trước trận chung kết đơn nữ vào thứ Bảy ngày 10 tháng 9 và trận chung kết đơn nam diễn ra sau trận chung kết đôi nữ vào Chủ nhật ngày 11 tháng 9.